# Взрыв посольств США и Израиля в Ташкенте
В пятницу 30 июля 2004 года в столице Узбекистана городе Ташкенте произошли три взрыва, осуществлённые террористами-смертниками. Три атаки ставили своей целью израильское и американское посольства, а также офис главного прокурора Узбекистана. В израильском посольстве погибли два узбекских сотрудника охраны, ещё 9 человек были ранены при атаках.
Взрывы произошли почти одновременно, около 17 часов. Два узбекских сотрудника охраны израильского посольства были убиты в тот момент, когда террорист поравнялся со входом и увидел их. Один из погибших охранников был личным телохранителем израильского посла. 7 человек были ранены при взрыве в офисе прокурора и ещё 2 около посольства США. Граждане США и Израиля при атаках не пострадали.
Атаки произошли вскоре после того, как 15 подозреваемых членов Аль-Каиды предстали перед судом за организацию серии атак в начале 2004 года, в которых погибли 47 человек (большинство из них — военные), и заговорили о свержении узбекского правительства. Ответственность за совершенные теракты взяла на себя организация Союз исламского джихада. Аль-Каида и Исламское движение Узбекистана также подозреваются в совершении этих нападений.

## Влияние
Осенью 2004 Комитет национальной безопасности Казахстана провёл серию арестов граждан Казахстана и Узбекистана, заподозренных в участии в терактах в Ташкенте. Одновременно власти Казахстана усилили контроль за исламскими группами в стране, в особенности — на юге. После взрыва у израильского посольства, группа сотрудников разведки Израиля была немедленно отправлена в Узбекистан для работы с местными силами правопорядка по расследованию нападения: сотрудничество между узбекскими, израильскими и американскими спецслужбами позволило властям Узбекистана заметно снизить террористическую активность в стране.